# César do Paço
César Manuel Cardoso Matos do Paço, conegut com a César do Paço, (Madalena, 21 de setembre de 1965) és un empresari i diplomàtic portuguès.
Va ser cònsol honorari de Portugal a Palm Beach (Florida) de 2014 a 2020, càrrec al qual va renunciar després d'un enfrontament amb l'Ambaixador de Portugal als Estats Units. Més tard va ser designat per Cap Verd com a cònsol honorari en la mateixa regió, tot i que el país ja tenia un cònsol honorari a Florida.
A principis de 2021, un reportatge de SIC Notícias, va revelar donatius de do Paço al partit Chega! (en català, «Prou!»), així com la presència de diversos dels seus líders a la seva fundació filantròpica Do Paço. Aquesta relació amb el partit d'ultradreta portuguès va derivar en un escàndol a Cap Verd, que va causar la dimissió del seu ministre d'Afers Estrangers, Luís Filipe Tavares.
Tant Do Paço com la seva dona, Deanna Padovani-Do Paço, són propers a André Ventura, líder de Chega!. L'esposa també va ser nomenada cònsol honorària de Cap Verd a Nova Jersey, fet que va generar sospites de tràfic d'influències i corrupció.
La biografia de Paço a la Viquipèdia es va actualitzar amb la informació transmesa al programa de televisió de la cadena SIC. Des de llavors, l'empresari ha lliurat una guerra legal contra l'enciclopèdia en línia amb la intenció que se'l desvinculi de tota relació amb el partit d'ultradreta Chega!. El maig de 2023, el Tribunal d'Apel·lació de Lisboa va ordenar a la Fundació Wikimedia (que hostatja el contingut de la Viquipèdia) que eliminés la informació sobre la relació de do Paço amb Chega! en les versions en anglès i en portuguès i que identifiqués els editors que van contribuir amb aquesta informació. Va determinar una multa diària de 500 euros per incompliment a l'ens viquimedista, tot i que aquella sentència va ser anul·lada el juny de 2023, amb posteriors recursos i girs jurídics.

## Joventut
César Manuel Cardoso Matos do Paço va néixer el 21 de setembre de 1965 a Madalena, a l'illa de Pico, a les Açores. El seu pare era el cap d'un departament financer a les illes i, segons el mateix Do Paço, hi va passar tota la seva infantesa fins a 11 anys, quan va visitar els EUA per primer cop. L'any 1994 hi va emigrar i, segons algunes fonts, també es va llicenciar en Psicologia i va obtenir dos doctorats.
Va contraure matrimoni amb Deanna Padovani-DePaço i va fundar l'empresa Summit Nutritionals International a Nova Jersey, a banda d'establir i fer de mecenes en diversos àmbits de la filantropia associats al suport de forces de seguretat de diversos estats estatunidencs. També va exercir com a professor de psicologia a Bangkok i a Tailàndia durant quatre anys.

## Trajectòria empresarial i política

### Escàndol polític de finançament a Chega!
L'11 de gener de 2021, el canal de notícies portuguès SIC Notícias va retransmetre un reportatge que afirmava que Do Paço havia fet un donatiu de més de deu mil euros al partit ultradretà Chega! i en va destacar les connexions polítiques dels seus líders amb la Fundació Do Paço. Això fou controvertit a Cap Verd per la manifesta posició antiimigratòria del partit. L'endemà de l'emissió, el ministre d'Afers Exteriors de Cap Verd —que feia poc que havia nomenat Do Paço com a cònsol honorari de Cap Verd a Florida— va dimitir. En el moment en què va ser nomenat, Cap Verd ja tenia un cònsol a Florida. Finalment, Do Paço fou destituït posteriorment pel govern capverdià.
La seva esposa, Deanna Padovani-Do Paço, roman com a cònsol honorari de Cap Verd a Nova Jersey. En un article del gener de 2021, el diari A Nação va qüestionar el cas d'un marit i una esposa nomenats ambdós cònsols. El rotatiu va escriure que «aquesta és la primer cop que Cap Verd ha nomenat una parella, marit i muller, als consolats del mateix país i, alhora, a diferents estats dels EUA».
A finals de mes, l'advocat de Do Paço, Rui Barreira, va dir al diari de Ponto Final de Macau que Do Paço no havia destituït del seu càrrec, sinó que va renunciar per iniciativa pròpia el 12 de gener a fi i efecte d'evitar una polèmica a Cap Verd. El jurista va afirmar que Do Paço havia pagat les activitats consulars de la seva butxaca i va retreure que les biografies de la Viquipèdia de Do Paço havien estat objecte de vandalisme.
Mesos més tard, el juny del mateix any, el diari LusoAmericano va informar que Do Paço havia iniciat un seguit de denúncies i demandes contra diversos mitjans pel que considerava «atacs al seu honor i imatge, a causa de la imputació de fets falsos». Concretament, postulava que l'afirmació com a «finançador principal de Chega!» havia eclipsat la seva carrera en l'àmbit del negoci internacional als ulls de l'opinió pública portuguesa. Do Paço va reiterar que mai havia estat mecenes de Chega! i que només hi havia fet un donatiu dins dels límits legals i sense implicar-s'hi —ni com a activista ni com a membre del partit. També va interposar querelles criminals contra el conglomerat audiovisual Cofina, contra el seu director Eduardo Dmasmaso i contra el periodista Alexandre Malhado. A més a més, ho feu també contra els directius informatius del SIC, Ricardo Costa i Marta Reis, i contra el periodista del canal Pedro Coelho.